# Sally Norton
Sally Norton (1973) és una científica botànica de plantes australiana i líder nacional del banc australià de cereals de grans, del Departament de Medi Ambient i Indústries Primàries de Victoria, a Horsham. Norton té al voltant de 20 anys d'experiència en la recol·lecció, caracterització i manejament de recursos fitogènics als bancs de llavors, especialitzant-se en parents silvestres de conreus. Està treballant per establir el banc australià de cereals com el punt focal nacional per a l'accés al germoplasma de grans per al seu ús en la recerca d'Austràlia i en els programes de millorament de conreus de grans.

## Educació
Norton va néixer a Brunswick, Victoria el 1973. Va assistir al Pàdua College, Mornington, i va rebre una Llicenciatura en Ciències Agrícoles de la Universitat La Trobe el 1997. Va rebre un doctorat de la Southern Cross University el 2007 pel seu treball en l'avaluació de les relacions genètiques de genepool terciari i sorghum conreat.

## Carrera
Va començar la seva carrera en la Col·lecció Australiana de Conreus i Farratges Tropicals, Biloela, amb l'aleshores Departament d'Indústries Primàries de Queensland. Va treballar com a científica, amb un enfocament en la millora de les pràctiques de conservació de bancs de llavors per als parents silvestres de conreus tropicals d'Austràlia.
Al 2013, Norton va assumir el paper de líder nacional per al banc de gens de Grans d'Austràlia situat a Horsham, Victoria. L'Australian Grains Genebank es va establir el 2013 mitjançant una inversió conjunta de 6 milions de dòlars de la Corporació d'Investigació i Desenvolupament de Grans i el Departament de Medi Ambient i Indústries Primàries de Victoria, i comparteix recursos amb una xarxa mundial de bancs de llavors, inclòs el Magatzem de llavors de Svalbard.